# Mieczysław Szlezer
Mieczysław Szlezer   (Cracòvia, 26 de juliol de 1955) és un violinista i professor polonès.

## Biografia
Llicenciat a l'Escola Superior de Música de l'Estat a Cracòvia (classe del professor Zbigniew Szlezer, diploma amb distinció el 1979). Va cursar estudis de postgrau a la "Indiana Music School of Music" de Bloomington (classe del professor Josef Gindgold i el professor Tadeusz Wroński), al Conservatori de Ginebra (classe del professor Henryk Szeryng) i a "l'Accademia Chigiana" de Siena (classe del professor). Franco Gulli). Imparteix classes de violí i música de cambra de corda a l'Acadèmia de Música de Cracòvia. Professor d'Arts Musicals (nominat el 1995).
Solista i concertista de l'orquestra Capella Cracoviensis (1978–1987) i de la Filharmònica de Cracòvia (1987–2000). Membre del trio de piano Artemus (des de 1995).
El seu pare fou el violinista Zbigniew Szlezer (1922-2011) i, el seu fill és el pianista Marek Szlezer.

## Publicacions
- George Polgreen Bridgetower: L'afro-pol que va molestar Beethoven, Cracòvia: Acadèmia de música a Cracòvia, 2016.
- Regina Strinasacchi: arquetip d'un violinista - virtuós del classicisme tardà, Cracòvia: Acadèmia de Música a Cracòvia, 2016.
- Feliks Janiewicz: violinista polonès: oblidat pels seus, apreciat per desconeguts, Cracòvia: Acadèmia de Música de Cracòvia, 2017.
- Mozart's: els fills d'un geni i la seva lluita perduda per la identitat, Cracòvia: Acadèmia de Música a Cracòvia, 2019.
- Violí i viola: Manual de l'usuari: Guia de l'usuari, Cracòvia: Acadèmia de música a Cracòvia, 2019.